# Círculo Franco-Español
El Círculo Franco-Español, también conocido coloquialmente como «El Chalet», es un edificio de carácter histórico situado en el municipio español de Peñarroya-Pueblonuevo, en la provincia de Córdoba. Concebido originalmente como un club social formado por los directivos de la Sociedad Minera y Metalúrgica de Peñarroya (SMMP), en la actualidad acoge la sede de la Biblioteca Municipal de Peñarroya-Pueblonuevo. 
Desde el año 2018 el edificio es encuentra protegido con la categoría de Bien de Interés Cultural (BIC).

## Descripción
Se trata de un edificio de una sola planta situado en el interior del actual Parque Carbonífera. El uso que actualmente posee la edificación es de Biblioteca Municipal. Posee un acceso principal desde el interior del parque a través de una amplia escalera central que comunica con un gran porche de entrada. Este acceso se encuentra cerrado para el uso diario del edificio, ya que tras las intervenciones de rehabilitación sufridas el acceso actual se realiza mediante una puerta posterior adaptada con rampa para el cumplimiento de la normativa de accesibilidad. La composición general del edificio consiste en un porche de entrada como elemento de transición interior-exterior, el cuerpo principal de la construcción compuesto por un gran espacio diáfano de mayor altura y un cuerpo secundario posterior de menor altura para uso de servicios.
Su adaptación inicial a Biblioteca Municipal presentaba una utilización de zonas similar a la del edificio en su origen ya que el acceso se producía desde su fachada principal y la única modificación consistía en el cerramiento del porche mediante superficies acristaladas que conservarían ese carácter semiexterior del mismo. De esta forma, en el porche ya cerrado frente al exterior, se situaba la recepción a derecha y se adecuaba en el resto del espacio una sala de lectura de menor entidad dedicada a la lectura de los niños, permitiendo su mayor control. Inmediatamente después se daría paso a la sala principal de lectura a través de la puerta existente el lado derecho próximo a recepción, y permaneciendo cerrada la de la izquierda. Finalmente, en el cuerpo posterior se adecuaba una segunda sala de lectura más privada y los servicios.
En la actualidad, su estructura es similar a la anterior pero como se ha explicado anteriormente, su acceso principal ha sido anulado pasando a convertirse en principal el acceso secundario que existía en el segundo cuerpo. Así, la nueva distribución invierte el acceso a la sala principal central de lectura y sitúa la recepción, ahora de mayores dimensiones, junto con los servicios, en la misma posición en el cuerpo secundario y el porche permanece como una sala de lectura más perdiendo su carácter inicial.